# Lycianthes lagunensis
Lycianthes lagunensis är en potatisväxtart som först beskrevs av Adolph Daniel Edward Elmer, och fick sitt nu gällande namn av Friedrich August Georg Bitter. Lycianthes lagunensis ingår i Himmelsögonsläktet som ingår i familjen potatisväxter. Inga underarter finns listade i Catalogue of Life.